# Prionus emarginatus
Prionus emarginatus är en skalbaggsart som beskrevs av Thomas Say 1824. Prionus emarginatus ingår i släktet Prionus och familjen långhorningar. Inga underarter finns listade i Catalogue of Life.